# Legione nera (film)
Legione nera (Black Legion) è un film drammatico del 1937 diretto da Archie Mayo ed interpretato da Humphrey Bogart, basato sul movimento terroristico delle Black Legion che insieme al Ku Klux Klan operava negli Stati Uniti negli anni trenta.
La trama è ispirata al rapimento e all'uccisione del lavoratore della Works Progress Administration Charles A. Poole, vicenda avvenuta nel maggio 1935 a Detroit e già portata sul grande schermo dalla Columbia Pictures, che nel 1936 aveva prodotto Legion of Terror di Charles C. Coleman.
In Australia e nel Regno Unito il film subì una pesante censura mentre venne bandito in Austria, Svizzera, Cipro, Finlandia, Trinidad e Tobago. Lo stesso avvenne in Francia, dove il bando fu poi tolto ed il film venne accolto da critiche estremamente negative.

## Trama
Frank Taylor, un operaio del Midwest, viene scavalcato per la promozione a caposquadra da un collega di origine polacca, Joe Dombrowski. Amareggiato per quello che ritiene un sopruso, decide di unirsi all'organizzazione segreta anti-immigrati Legione Nera su consiglio dell'amico Cliff Summers. Incappucciati e vestiti di nero, Frank e i seguaci della Legione organizzano un raid e danno alle fiamme l'allevamento di polli di Dombrowski, spingendolo poi col padre su un treno merci diretto fuori città.
Frank ottiene la promozione ma ben presto le sue attività di reclutamento per la Legione Nera ostacolano il suo lavoro e viene retrocesso a favore di un altro collega di origine irlandese, Mike Grogan. La setta organizza un'azione punitiva anche verso quest'ultimo e gradualmente Taylor diventa un razzista brutale, arrivando anche ad allontanare la moglie Ruth. Comincia a bere pesantemente, perde il lavoro e inizia una relazione con un'altra donna, Pearl Danvers.
Quando il suo amico Ed Jackson cerca di parlare con lui, Frank completamente ubriaco gli rivela le sue attività con la Legione, confessandogli che non può più uscirne neanche se lo volesse. Ed minaccia di denunciarlo e Frank riporta la conversazione a Cliff, un collega e membro della Legione, che inizia a far circolare la voce falsa che Jackson è una persona violenta con le donne. La legione rapisce Jackson per dargli una lezione ma questi cerca di scappare e Frank gli spara uccidendolo.
Distrutto dal senso di colpa Taylor viene arrestato. Nel frattempo la moglie torna per stargli accanto e Frank riceve la visita di un membro della legione, dopodiché invoca la legittima difesa temendo la ritorsione sulla sua famiglia da parte della legione nel caso fosse coinvolta del delitto. Alla fine Taylor trova il coraggio per dire la verità, con il conseguente arresto di tutti i membri della Legione Nera che vengono condannati all'ergastolo.

## Produzione
Legione nera costò circa $235.000 e la lavorazione durò poco più di un mese, da fine agosto fino al 5 ottobre 1936. Il 2 e 3 dicembre vennero aggiunte alcune sequenze dal regista Michael Curtiz, che non risulta accreditato, tra cui la scena nell'hotel in cui il capo della legione Frank Barham discute dei piani finanziari dell'organizzazione e quella del processo in cui Billings chiede al giudice di continuare a rappresentare Frank Taylor.

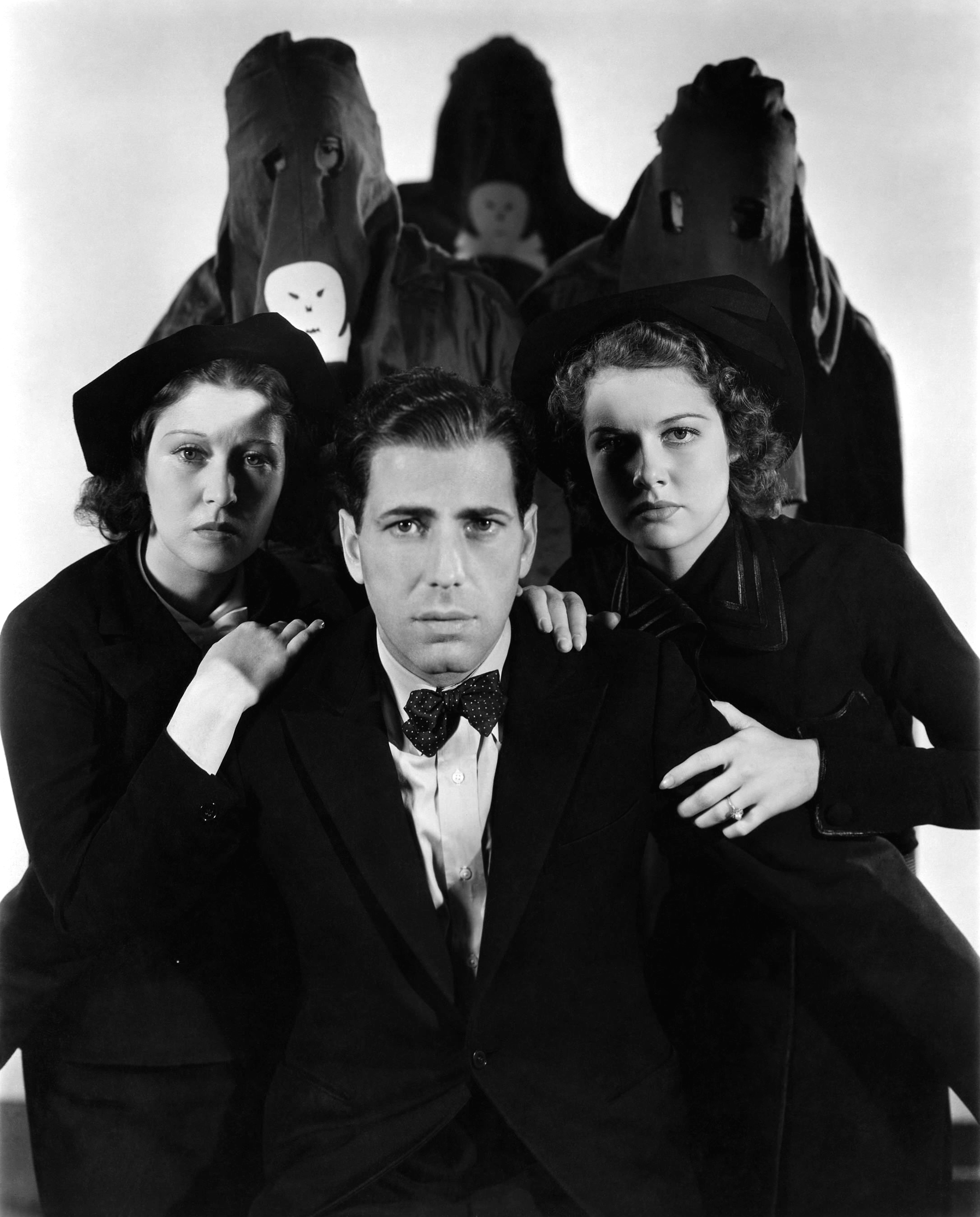
Erin O'Brien-Moore (Ruth Taylor), Humphrey Bogart (Frank Taylor) ed Ann Sheridan (Betty Grogan).

Il film venne girato in California, nel Warner Ranch di Calabasas, in alcune abitazioni private di Hollywood e nel Providencia Ranch a Hollywood Hills, oltre che nei Warner Bros. Studios di Burbank.
Il produttore esecutivo Hal B. Wallis suggerì l'attore Edward G. Robinson per il ruolo del protagonista ma il produttore Robert Lord ritenne che Robinson, che era di origine ebrea, avesse un aspetto troppo "straniero" e richiese un attore dal volto "chiaramente americano".
Per il ruolo interpretato da Clifford Soubier la scelta iniziale era stata l'attore Robert Homans, mentre per quello interpretato da Helen Flint era stata inizialmente presa in considerazione l'attrice Glenda Farrell. Tra l'altro, i titoli di coda riportano il nome del personaggio come Pearl Davis, ma nel film è sempre citato come Pearl Danvers. Analogamente, il personaggio interpretato da Joseph Sawyer è riportato come Cliff Moore ma nel film è citato come Cliff Summers.
La Warner Bros. chiese alla Time Inc. il permesso di utilizzare il nome e il tema musicale di The March of Time per la sequenza in cui le gesta della Black Legion vengono ricostruite per un programma radiofonico. Il permesso non venne concesso e nella scena in questione il programma radiofonico si ascolta emulare la March of Time, ma né il nome né il tema musicale vennero utilizzati.
Molti dei dettagli sulla Black Legion rappresentati nel film, come il giuramento di iniziazione e le confessioni nelle scene del processo, si basavano su fatti conosciuti riguardanti l'organizzazione. Dal momento che negli Stati Uniti le leggi sulla diffamazione erano state recentemente ampliate, la Warner Bros. minimizzò alcuni aspetti delle attività politiche del gruppo per evitare ripercussioni legali. Il Ku Klux Klan citò comunque in giudizio gli studios all'inizio di febbraio 1937 per violazione di brevetto, per il presunto uso dell'insegna del Klan, una croce bianca su sfondo rosso con un quadrato nero al centro, ma l'accusa venne respinta e il caso archiviato nell'aprile 1938.

## Distribuzione
Il film venne proiettato in anteprima a New York il 17 gennaio 1937 e distribuito nelle sale statunitensi a partire dal 30 gennaio.

### Date di uscita
- USA (Black Legion) - 30 gennaio 1937
- Messico (La legión negra) - 17 giugno 1937
- Svezia (Den svarta ligan) - 23 agosto 1937
- Francia (La légion noire) - 22 settembre 1937
- Danimarca (Hemmelig terror) - 7 febbraio 1938

## Critica
Alla sua uscita Legione nera venne elogiato dalla critica e in molti ritennero che il film avrebbe finalmente trasformato Humphrey Bogart in una stella di prima grandezza, cosa che in realtà sarebbe avvenuta solo nel 1941 grazie a Una pallottola per Roy di Raoul Walsh.
Il 1 dicembre 1936 la rivista Variety definì Bogart «il battistrada di un cast elegantemente scelto», e il 18 gennaio 1937, Frank S. Nugent scrisse sul New York Times: «La regia, la scrittura e le performance sono forti come lo è l'argomento. Mr. Bogart ha gestito un compito difficile in modo impeccabile. La regia di Archie Mayo è esplicita come ci si potrebbe augurare e il soggetto di Mr. Lord e dei due adattatori, Abem Finkel e William Wister Haines, è veemente, ben progettata e adeguatamente redditizia. Il film merita un pubblico attento».
Il critico Glenn Erickson del sito DVD Savant ha giudicato Legione nera «un film potente, soprattutto considerando quando è stato fatto», aggiungendo che Bogart «fa del suo meglio per sembrare un ignorante uomo qualunque, ma non appare abbastanza ingenuo da cedere al fascino della Legione».
Michael Costello scrive su AllMovie: «A parte concentrarsi su un argomento audace per i tempi, il film è fondamentalmente un comune melodramma, simile alle dozzine di film di gangster sfornate dalla Warner», riconoscendo comunque che «Humphrey Bogart conferisce al film un po' di tensione».

## Riconoscimenti
- 1937 - National Board of Review Awards
  - National Board Review Top Ten Films
  - Miglior interpretazione a Humphrey Bogart
- 1938 - Premio Oscar
  - Nomination Miglior soggetto originale a Robert Lord